# یووان جوکیچ
یووان جوکیچ (سیریلیک صربی: Јован Ђокић؛ زادهٔ ۱۳ اوت ۱۹۹۲) بازیکن فوتبال اهل صربستان است.
وی همچنین در تیم ملی فوتبال صربستان بازی کرده‌است.